# 安東貞美
安東 貞美（あんどう さだよし/ていび/さだみ、嘉永6年8月19日〈1853年9月21日〉- 昭和7年〈1932年〉8月29日）は、日本の陸軍軍人。朝鮮駐剳軍司令官、第10師団長、第12師団長、台湾総督などを歴任した。階級は陸軍大将従二位勲一等功三級。勲功により男爵に叙爵された。

## 経歴
信濃国伊那郡南部の信濃飯田藩の槍術師範・安東辰武の三男として生まれる。父の辰武は同国松本藩槍術師範・菅沼政治の子で、飯田藩士・安東辰置の養子となり、辰置の長女志記と結婚した。志記との間に長男欽一郎を儲けるが、志記が早くに亡くなった為、島地菊子を娶った。これが貞美の生母で、貞美の同母兄には後に大審院判事となる柳田直平（1849-1932、柳田家に養子・柳田國男義父）が、弟には中学校教師となる安東武雄がいる。
1870年（明治3年）12月、大阪陸軍兵学寮に入った貞美は1872年（明治5年）6月にこれを卒業し、陸軍少尉心得に任じられる。翌年5月には陸軍少尉に進み、1874年（明治7年）11月、陸軍中尉に進む。1876年（明治9年）8月、東京鎮台歩兵第1連隊中隊長心得を命ぜられ、1877年（明治10年）3月、征討別働第2旅団に編入され西南戦争に出征する。この戦役で負傷し、同年5月には大尉に進む。1878年（明治11年）4月の陸軍士官学校附の後、1883年（明治16年）2月には歩兵少佐に進級し歩兵第2連隊第3大隊長を命ぜられる。1884年（明治17年）2月に陸軍士官学校教官、1886年（明治19年）4月に参謀総長伝令使となり、1887年（明治20年）3月に参謀本部の第3局第1課長に就任する。翌年5月には第1局員に移り、1889年（明治22年）8月に再び陸軍士官学校教官となる。1891年（明治24年）4月、歩兵中佐に進み1893年（明治26年）8月7日には陸軍戸山学校長に就任する。1894年（明治27年）8月30日、鉄道線区司令官に移り、同年12月1日には歩兵大佐進級を経て1896年（明治29年）9月28日には陸軍士官学校長に就任する。後に専ら中将が補された陸軍士官学校長であるが、この頃は大佐が充てられることが続いていた。
1897年（明治30年）9月28日、歩兵第6連隊長に移り、1898年（明治31年）10月1日には陸軍少将に任じられ、台湾守備混成第2旅団長に就任する。1899年（明治32年）8月26日、歩兵第19旅団長に移り、1904年（明治37年）3月の動員下令を以って日露戦争に出征する。1905年（明治38年）1月15日、陸軍中将に進級し第10師団長に親補される。日露戦争の功により1906年（明治39年）4月12日には功三級金鵄勲章を受章する。1907年（明治40年）9月12日には男爵の爵位を授けられ、華族に列せられる。1910年（明治43年）8月26日、第12師団長に移り、1912年（明治45年）2月14日には朝鮮駐剳軍司令官に親補される。
1915年（大正4年）1月25日、陸軍大将進級と共に待命となるが、同年5月1日には佐久間左馬太の後を受け台湾総督に就任する。就任早々、日本人95人が殺害される西来庵事件がおこった。1918年（大正7年）6月6日には待命となり、同年8月19日には後備役編入、1923年（大正12年）4月には退役となった。1932年（昭和7年）8月29日、薨去。同日付で勲一等旭日桐花大綬章を受章する。

## 栄典
位階
- 1875年（明治8年）4月22日 - 従七位
- 1880年（明治13年）1月28日 - 正七位
- 1883年（明治16年）4月18日 - 従六位
- 1891年（明治24年）12月28日 - 正六位[5]
- 1895年（明治28年）1月21日 - 従五位[6]
- 1898年（明治31年）10月31日 - 正五位[7]
- 1903年（明治36年）12月11日 - 従四位[8]
- 1905年（明治38年）12月15日 - 正四位[9]
- 1909年（明治42年）2月1日 - 従三位[10]
- 1914年（大正3年）2月20日 - 正三位[11]
- 1918年（大正7年）9月18日 - 従二位[12]

爵位
- 1907年（明治40年）9月21日 - 男爵[13]

勲章等
| 受章年                     | 略綬 | 勲章名                 | 備考 |
| -------------------------- | ---- | ---------------------- | ---- |
| 1878年（明治11年）6月22日  |      | 勲五等旭日双光章       |      |
| 1884年（明治17年）11月13日 |      | 勲四等旭日小綬章       |      |
| 1893年（明治26年）11月29日 |      | 勲三等瑞宝章           |      |
| 1895年（明治28年）10月18日 |      | 旭日中綬章             |      |
| 1895年（明治28年）11月18日 |      | 明治二十七八年従軍記章 |      |
| 1902年（明治35年）11月29日 |      | 勲二等瑞宝章           |      |
| 1906年（明治39年）4月1日   |      | 功三級金鵄勲章         |      |
| 1906年（明治39年）4月1日   |      | 勲一等旭日大綬章       |      |
| 1906年（明治39年）4月1日   |      | 明治三十七八年従軍記章 |      |
| 1915年（大正4年）11月10日  |      | 大礼記念章             |      |
| 1932年（昭和7年）1月14日   |      | 御紋付銀杯             |      |
| 1932年（昭和7年）8月29日   |      | 旭日桐花大綬章         |      |

外国勲章佩用允許
| 受章年                   | 国籍     | 略綬 | 勲章名           | 備考 |
| ------------------------ | -------- | ---- | ---------------- | ---- |
| 1911年（明治44年）5月2日 | 大清帝国 |      | 頭等第三双竜宝星 |      |

## 親族
- 父：安東辰武 - 飯田藩槍術師[24]
- 兄：柳田直平（1849–1932） - 飯田藩士、大審院判事[24]
- 長男：貞雄（1894–1979） - 陸軍士官学校を29期で卒業し陸軍大佐に進む。
- 娘婿：服部兵次郎（陸軍少将）・本郷義夫（陸軍中将）・桑木厳翼（東京帝国大学教授）・太田喜平（外交官）・笠原太郎（外交官）
- 義甥：柳田國男・矢田部良吉・木越安綱 - 兄の娘婿